# Parafia św. Andrzeja Boboli w Rajszewie
Parafia św. Andrzeja Boboli w Rajszewie – parafia rzymskokatolicka należąca do dekanatu nowodworskiego, diecezji warszawsko-praskiej, metropolii warszawskiej Kościoła katolickiego w Rajszewie. 
Erygowana w dniu 18 maja 2013 roku. Pod wezwaniem świętego Andrzeja Boboli.

## Zasięg parafii
Do parafii należą wierni z następujących miejscowości: Bagno, Bukowiec, Rajszew, Skierdy, Trzciany

## Historia
Dekretem z dnia 9 czerwca 2007 ówczesny biskup diecezjalny warszawsko-praski Sławoj Leszek Głódź zlecił ks. Stanisławowi Kani obowiązek tworzenia nowego ośrodka duszpasterskiego w miejscowości Rajszew na terenie parafii Chotomów, którego miał się podjąć do dnia 1 lipca 2007.
Początkowo msze święte odprawiane były w pomieszczeniu Ośrodka Kultury w Skierdach, będącego filią Gminnego Centrum Kultury i Sportu w Jabłonnie. 3 czerwca 2011 odprawiona została pierwsza Msza święta w kaplicy.
7 sierpnia 2011 odbyło się uroczyste poświęcenie krzyża i placu pod budowę nowej świątyni. Na mocy dekretu ówczesnego biskupa diecezjalnego warszawsko-praskiego Henryka Hosera został oficjalnie powołany ośrodek duszpasterski pw. św. Andrzeja Boboli. Od 2011 r. rozpoczęto prace przy budowie domu parafialnego i kościoła. Wiosną 2016 roku osiągnięto stan surowy otwarty budowy kościoła. 16 maja 2016 r. nastąpiła pierwsza msza św. w tymże kościele